# Taenaris wandammensis
Taenaris wandammensis är en fjärilsart som beskrevs av James John Joicey och Talbot 1916. Taenaris wandammensis ingår i släktet Taenaris och familjen praktfjärilar. Inga underarter finns listade i Catalogue of Life.